# Adrian Enescu
Adrian Enescu (n. 31 martie 1948, București – d. 19 august 2016) a fost un muzician și compozitor român cunoscut în special pentru activitatea sa în domeniul muzicii de film (circa 65 de titluri).
A făcut studii muzicale la secția pian a Liceului de muzică nr. 2 din Bucuresti. A absolvit Conservatorul de Muzică „Ciprian Porumbescu“ din București, (compoziție - Aurel Stroe, armonie - Alexandru Pașcanu), dar a studiat și cu Tiberiu Olah, Ștefan Niculescu, Anatol Vieru, Myriam Marbé. A fost audient al facultății de muzică electronică a Universității Stanford - California (1985/1986); Membru al Uniunii Compozitorilor și Muzicologilor din România.
A compus muzică foarte diversă stilistic, de la muzica electro acustică la muzica simfonică și la jazz. Ca muzician, a fost printre primii artiști de muzică electronică din România, începând cu anii '70.
Prima apariție pe disc este în 1975 (orchestrator jazz music). Semnează muzica/orchestrația și definește stilul grupului Stereo condus de Crina Mardare printr-un LP și un single.  Primul succes discografic a lui Adrian Enescu este reprezentat de piesa "Flori de pace" interpretată de solista Ruxandra Ghiață. Apoi, după colaborarea sa cu Sorina Moldvai semnează muzica/orchestrația și definește stilul muzical al cântăreței Loredana Groza prin albumele "Bună seara, iubite", "Un buchet de trandafiri" și "Diva inamorata". Colaborează cu Silvia Dumitrescu la albumul "Cred în tine". Compune piese pentru Dida Drăgan - "Stau pe o margine de lună",  Aura Urziceanu  - "O dublă stea ",  Angela Similea - "Ninsorile de flori", "Azi". E solicitat să colaboreze cu prestigioase institutii muzicale din lume (scrie muzică de balet pentru Liliana Cosi Company – Italia (1980, 1983, 1986, 1987, 2002), Art Center Canberra – Australia transpunând electronic musical-urile Camelot (stagiunea 1991-92) și Omul din La Mancha (1990-91), muzica pentru trupa de balet ART.DANCE.COMPANY - Canberra/Australia (1990-1991-1992). În Belgia și Olanda muzică de teatru: King Lear (1994), Uncle Vania (1995), Adrian Brower (1996). În Japonia: Iuliu Cezar(1995), Macbeth (1997), Titus Andronicus (2010 ). Este recunoscut ca unul dintre cei mai valoroși compozitori de muzică de teatru și film, colaborând, în teatru, cu Alexandru Darie, sau în film fie cu Mircea Veroiu, Dan Pița și alții.
Repertoriu: DOMINO concert pt. percuție și orchestră; TABU concert pt. vibrafon și orchestră; SOLO pt. vibrafon și orchestră; CINEMATIC muzică pt. 15 instrumente; Călătoria lui Orpheu opera (variațiuni pe teme de Christoph Willibald Gluck); LABIRINT muzica pt. opt clarinete; BREAKFAST și REVERSIBIL pt. violă solo; IREVERSIBIL , ADORAMUS, ATMOSFERIC, 10DER pt. flaut și ansamblu electronic; 9 VARIAȚIUNI pe o temă de Maurice Ravel pt. flaut și pian; GRAFFITI muzică pt. cor și pian; Muzică pt. orchestră de jazz – Big Band; Concert pt. două marimbe și 11 suflători re-vision după concertul pt. pian în fa minor de Johann Sebastian Bach; Patetica re-vision după Ludwig van Beethoven; SONATA pt. 11 suflători; Proiectul Bach în ShowBiz pentru Marimba/Vibrafon/Drum set/Solo violin / Solo cello & ansamblu electronic.

## Muzică de film
Aprox. 65 de titluri importante (www.imdb.com):
- 7 zile (1973)
- Întoarcerea lui Magellan (1974)
- Tănase Scatiu (1976)
- Tufă de Veneția (1977)
- Profetul, aurul și ardelenii (1978)
- Urgia (1978)
- Septembrie (1978)
- Doctorul Poenaru (1978)
- Al patrulea stol (1979) - împreună cu Radu Goldiș
- Artista, dolarii și ardelenii (1980)
- Bietul Ioanide (1980)
- Pruncul, petrolul și ardelenii (1981)
- Semnul șarpelui (1982)
- Așteptînd un tren (1982)
- Concurs (1982)
- Faleze de nisip (1983)
- Sfîrșitul nopții (1983)
- Ringul (1984)
- Să mori rănit din dragoste de viață (1984)
- Dreptate în lanțuri (1984)
- Adela (1985)
- Ciuleandra (1985)
- Pas în doi (1985)
- Racolarea (1985)
- Noi, cei din linia întîi (1986)
- François Villon – Poetul vagabond (1987) - împreună cu Jean-Marie Sénia
- Umbrele soarelui (1988)
- Hanul dintre dealuri (1988)
- Mircea (1989)
- Coroana de foc (1990)
- Domnișoara Christina (film TV, 1992)
- Somnul insulei (1994)
- Șarpele (film TV, 1996)

- 2013 Kyra Kiralina
- 2005 Femeia visurilor
- 2005 Second-Hand
- 2001 Struma (documentar)
- 1999 Love and Other Unspeakable Acts
- 1998 Die letzte Station
- 1996 Eu sunt Adam!
- 1994 Pepi si Fifi
- 1994 Thalassa, Thalassa
- 1992 Hotel de lux
- 1991 Unde la soare e frig
- 1989 Flori de gheata
- 1988 Rezerva la start
- 1986 Batalia din umbra

## Discografie
Colaborare cu Michael Cretu la proiectul ENIGMA
- 1976: Basorelief (muzică pop simfonică)
- 1978-1982: orchestrator și compozitor pe mai multe discuri de jazz
- 1981: Funky Synthesizer - Vol. 1 (muzică electrojazz, electroacustică)
- 1983: Stereo Grup (muzică pop)
- 1984: Funky Synthesizer - Vol. 2 (muzică electronică)
- 1988: Cred în tine (muzică music)
- 1989: Doi navigatori (muzică music)
- 1988: Bună seara, iubite (muzică music)
- 1989: Un buchet de trandafiri (muzică music)
- 1999-2000: Arcadia Jingle Bank (Germania)
- 2000: Millennium Angel
- 2001: Diva (muzică pop)
- 2001: November Dreams (Axel Springer Company, Germany) (muzică electronică)
- 2001: Invisible Movies (EarthTone Sonic Images Records, SUA (muzică ambientală)
- 2002: Invisible Movies (Buddha Bar) (muzică ambientală)
- 2003: orchestrator Christmas Parade Disneyland (Franța)
- 2013: Bird in Space (muzică jazz) (A&A Records)
- 2014: Invisible Movies (muzică de film) (A&A Records & Fundația Muzza)
- 2014: Funky Synthtesiser 2.0 (muzică electronică) (A&A Records & Fundația Muzza)
- 2017: MyBach (muzică electronică, jazz, clasică) (A&A Records & Fundația Muzza)

## Distincții
A obținut 20 de premii oferite de Uniunea Cineaștilor din România și 15 premii oferite de Uniunea Compozitorilor din România.
Medalia Meritul Cultural Clasa I oferită de Președinția României.
Premiul pentru întreaga activitate la Festivalul de Film TIFF 2013.
Premiul „George Enescu” oferit de Academia Română în 2014.